# Pseudoeurydesmus baguassuensis
Pseudoeurydesmus baguassuensis är en mångfotingart som beskrevs av Christoph D. Schubart 1944. Pseudoeurydesmus baguassuensis ingår i släktet Pseudoeurydesmus och familjen Chelodesmidae. Inga underarter finns listade i Catalogue of Life.